# 稻原站
稻原站（日语：／ Inahara eki */?）是位於和歌山縣日高郡印南町大字印南原，西日本旅客鐵道（JR西日本）的紀勢本線（紀國線）車站。

## 歷史
紀勢西線原定計劃在稻原站通過，但當時的稻原村村長夏見康太郎向鐵道省請願，希望在紀勢西線中加設稻原，鐵道省接納意見使此站能夠啟用。
- 1930年（昭和5年）12月14日 - 國鐵紀勢西線御坊站至印南站開通，此站啟用[1]。
- 1959年（昭和34年）7月15日 - 三木里站至新鹿站之間開通，同時路線改名為紀勢本線[1]。
- 1985年（昭和60年）3月14日 - 成為無人車站[2]。
- 1987年（昭和62年）4月1日 - 伴隨國鐵分割民營化，車站由西日本旅客鐵道（JR西日本）營運[1]。
- 2020年（令和2年）3月14日 - 車站可以使用「ICOCA」等交通系IC卡[3]。

## 車站構造
車站為地面車站，設有2面2線的相對式月台。設有轉轍器和絶對信號機，被定義為停留所。車站大樓位於紀伊田邊方向的月台側，設有跨線橋連接對面往御坊、和歌山的月台。車站大樓為古老木造建築物。車站為由御坊站管理的無人車站。從前在1號月台有一個由黃楊木製成的鶴和烏龜，在2013年12月後已經被撤走。車站大樓旁邊設有廁所。

### 月台
| 月台 | 路線   | 方向               |
| ---- | ------ | ------------------ |
| 1    | 紀國線 | 紀伊田邊、新宮方向 |
| 2    | 紀國線 | 和歌山、天王寺方向 |

- 以上的路線名是使用旅客資訊上的名稱（愛稱）。

## 使用狀況
以下列出近年1日平均乘車人次。
| 年度   | 一日平均 乘車人次 |
| ------ | ----------------- |
| 1998年 | 113               |
| 1999年 | 99                |
| 2000年 | 102               |
| 2001年 | 90                |
| 2002年 | 84                |
| 2003年 | 108               |
| 2004年 | 113               |
| 2005年 | 115               |
| 2006年 | 101               |
| 2007年 | 106               |
| 2008年 | 112               |
| 2009年 | 110               |
| 2010年 | 90                |
| 2011年 | 74                |
| 2012年 | 82                |
| 2013年 | 88                |
| 2014年 | 94                |
| 2015年 | 87                |
| 2016年 | 86                |
| 2017年 | 79                |

## 車站周邊
- 印南町立稻原小學
- 印南町立稻原中學
- 稻原郵局
- 紀州農協（日语：紀州農協）稻原出張所
- 御坊警署（日语：御坊警察署）印南原駐在所
- 印南川
- 正覺寺
- 龍法寺
- 紀南鄉村俱樂部

## 相鄰車站
西日本旅客鐵道
 紀國線（紀勢本線）
■快速、■普通
印南－稻原－和佐

## 注腳
1. 1 2 3 4  曾根悟（監修）. 朝日新聞出版分冊百科編集部（編集） , 编. . 朝日百科週刊. 25號 紀勢本線、參宮線、名松線. 朝日新聞出版. 2010-01-10: 19–21.
2. ↑  日本國有鐵道公示S60.3.12公181
3. ↑  ２０２０年春ダイヤ改正について （页面存档备份，存于） JR西日本和歌山分社 2019年12月13日發布，2020年3月7日參閱
4. ↑  『和歌山縣統計年鑑』及『和歌山縣公共交通機關等資料集』

## 外部連結
- 稻原｜車站資訊：JR出門網 - 西日本旅客鐵道